# Vlad Botoș
Vlad Botoș é um político romeno que actualmente actua como membro do Parlamento Europeu pela União Salvar a Roménia.